# George Stafford (Musiker)
George Stafford (* 1898 im Ozark-Plateau; † 1936 in New York City) war ein US-amerikanischer Jazz-Schlagzeuger der 1920er und 1930er Jahre.
Stafford spielte zunächst mit Sam Wooding in Atlantic City in den 1910er Jahren; er arbeitete in New York dann in Bands seiner Schwester Mary Stafford, mit der er nicht aufnahm, und mit Madison Reid. In den 1920er Jahren war er Mitglied der Band von Charlie Johnson, mit dem er 1925–29 einige Platten aufnahm. Er spielte auch mit Mezz Mezzrow, Eddie Condon, Jabbo Smith, Red Allen, Frankie Newton, Rex Stewart und Jack Teagarden.